# Kobra-Schwert
Das Kobra-Schwert  oder Pahari ist eine indische Waffe.

## Beschreibung
Das Kobra-Schwert hat eine gerade, zweischneidige Klinge. Die Klinge beginnt am Heft breit und läuft dann schmaler werdend zum Ort. Die Klinge hat meist zwei breite Hohlschliffe, die fast über die gesamte Klingenlänge laufen. Der Ort ist verstärkt und panzerbrechend konstruiert. Das Heft ist aus Metall gearbeitet und hat kein Parier. Der verbreiterte Klingenteil und das Heft sind mit floralen Mustern in indischem Koftgari-Stil verziert. Die Klingenverbreiterung ähnelt mit den Verzierungen einem Kobrakopf. Daher der Name Kobra-Schwert. Das Kobra-Schwert wird von Kriegerkasten in Indien benutzt.